# Ocotea albida
Ocotea albida är en lagerväxtart som beskrevs av Mez & Rusby och Henry Hurd Rusby. Ocotea albida ingår i släktet Ocotea och familjen lagerväxter. Inga underarter finns listade i Catalogue of Life.